# North Galaxytorens
De North Galaxytorens zijn twee kantoorgebouwen aan de Koning Albert II-laan in Schaarbeek (Brussel). Beide torens maken deel uit van de Noordruimte, het zakelijke district van de stad, en bevinden zich net naast het station Brussel-Noord.
In juni 1999 kocht Atenor in de Noordruimte een terrein van 1,2 ha via haar dochtermaatschappij North Galaxy nv om er na het verkrijgen van een bouwvergunning een kantorencomplex van meer dan 100.000 m² neer te zetten. De werken aan de torens begonnen in 2002 en eindigden in 2004. De gebouwen hebben een hoogte van 107 meter, tellen 30 verdiepingen en staan daarmee beide op de tiende plaats van de hoogste gebouwen van België.
De torens werden ontwikkeld door Atenor en de Compagnie de Promotion van de familie De Pauw, die het complex kort voor de opening in 2004 aan vastgoedmaatschappij Cofinimmo verkochten. Cofinimmo verkocht het geheel in 2014 voor 475 miljoen euro aan het Deense pensioenfonds ATP (90%) en de Franse verzekeraar AXA (10%). In 2022 kocht het Zuid-Koreaanse investeringsfonds KB Securities het kantoorcomplex voor ruim 600 miljoen euro. De torens worden tot 2031 door de Regie der Gebouwen gehuurd en onder andere gebruikt door de FOD Financiën.